# Dobromir (localidad de Constanța)
Dobromir (antiguamente Dobromirul-din-Vale) es una localidad rumana de la comuna homónima, en el condado de Constanța.

## Toponimia
El antiguo nombre del lugar era Dobromirul-din-Vale. Pasó a llamarse simplemente Dobromir.

## Historia
Hacia comienzos del siglo XX la localidad, que ya por entonces pertenecía al condado de Constanța, formaba parte de la comuna de Dobromir, de la cual era capital, y tenía contabilizada una población de 634 habitantes.
En la segunda mitad del siglo XX la localidad seguía perteneciendo a la comuna homónima. En el censo de 2021 la localidad tenía una población de 969 habitantes.